# Jeanne Loriod
Jeanne Loriod (13 de juliol de 1928 – 3 d'agost de 2001) fou una música francesa, considerada una de les més destacades exponents de l'instrument electrònic de les ones Martenot.
Nascuda a Houilles, Yvelines, fou la germana petita d'Yvonne Loriod, una de les pianistes més destacades de la meitat del segle xx, que es va casar amb el compositor Olivier Messiaen. Va interpretar tota la música de Messiaen escrita per a les ones Martenot, més notablement la Simfonia Turangalila (1946–48), que va enregistrar sis cops. No obstant això, no va ser ella qui va tocar a l'estrena de l'obra, sinó Ginette Martenot, la germana de Maurice (l'inventor de l'instrument), que també era una virtuosa de les ones i del piano.
L'ampli repertori de Loriod incloïa catorze concerts, unes tres-centes obres amb parts concertants per a les ondes i unes 250 altres peces de cambra. També va tocar per a diverses bandes sonores de pel·lícules (incloent l'animació Metall Pesat de 1981), i va publicar un tractat sobre l'instrument dividit en tres volums: Tècnica de l'onde electronique type Martenot (1987).
L'agost de 2001, mentre nedava a la Riviera francesa a prop d'Antíbol, va tenir una apoplexia i es va morir ofegada.
La seva influència en els ondistes posteriors és molt rellevant, ja que la majoria dels instrumentistes actuals van ser alumnes de Loriod, i porten l'empremta del seu mestratge.